# Sonate voor twee piano's (Stravinsky)
Sonate voor twee piano's is een compositie van Igor Stravinsky die hij origineel componeerde voor slechts één piano. Met deze sonate keert Stravinksy terug naar zijn beginperiode. Er is meer sprake van klassieke muziek dan bij zijn werken voor ensemble uit deze tijd. Hij oefent in deze sonate weer de contrapunt en fuga-technieken, die hij eerder in zijn pianosonate aansprak. De indeling als thema en variaties wijst eveneens op een iets klassiekere houding dan andere werken rond deze tijd.
De sonate bestaat uit een zevental delen:
1. Moderato
2. Thema en variaties
3. Variatie 1
4. Variatie 2
5. Variatie 3
6. Variatie 4
7. Allegretto.

## Bron en discografie
- Uitgave Naxos: Benjamin Firth en Peter Hill
- Uitgave KML Recordings: Katia en Marielle Labèque: Stravinsky, Concerto for 2 solo pianos,  Debussy, En blanc et noir, for 2 pianos, L. 134.